# كارين مورتنسن
كارين مورتنسن (بالدنماركية: Karin Mortensen)‏ مواليد 26 سبتمبر 1977 في هورسينس، هي لاعبة كرة يد دانمركية تلعب كحارس مرمى. مثلت منتخب الدنمارك لكرة اليد للسيدات. شاركت في دورة الألعاب الأولمبية الصيفية سنة 2000.

## سجل المنافسة
شاركت في البطولات التالية:
- الألعاب الأولمبية الصيفية 2012
- بطولة العالم لكرة اليد للسيدات 2011
- بطولة أوروبا لكرة اليد للسيدات 2010

## الميداليات
| الميدالية | المسابقة                            |
| --------- | ----------------------------------- |
| ذهبية     | الألعاب الأولمبية الصيفية 2000      |
| ذهبية     | الألعاب الأولمبية الصيفية 2004      |
| ذهبية     | بطولة أوروبا لكرة اليد للسيدات 2002 |
| فضية      | بطولة أوروبا لكرة اليد للسيدات 2004 |

## روابط خارجية
- كارين مورتنسن على موقع الاتحاد الأوروبي لكرة اليد (الإنجليزية)
- كارين مورتنسن على موقع اللجنة الأولمبية الدولية (الإنجليزية)
- كارين مورتنسن على موقع أوليمبيديا (الإنجليزية)